# Colette Besson
Colette Besson, francoska atletinja, * 7. april 1946, Saint-Georges-de-Didonne, Francija, † 9. avgust 2005, Angoulins, Francija.
Nastopila je na olimpijskih igrah v letih 1968 in 1972. Uspeh kariere je dosegla leta 1968, ko je osvojila naslov olimpijske prvakinje v teku na 400 m. Na evropskem prvenstvu leta 1969 je osvojila srebrni medalji v teku na 400 m in v štafeti 4×400 m.